# Songs of a Rag Doll
Songs of a Rag Doll är ett album av Miss Li som gavs ut 17 oktober 2007.

## Låtlista
1. "Why Don't You Love Me"
2. "Gotta Leave my Troubles Behind"
3. "Take a Shower!"
4. "Come Over to my Place"
5. "Tuck You in"
6. "Leave my Man Alone"
7. "Why Should I Conquer the World"
8. "Ba ba ba"
9. "Trouble Rumble"
10. "Not That Kind of Girl"
11. "Ba ba ba 2"

## Listplaceringar
| Lista (2007–2008) | Position |
| ----------------- | -------- |
| Sverige           | 23       |